# Gane Todorovski
Dragan „Gane“ Todorovski (Skoplje, 11. svibnja 1929. — Skoplje, 22. svibnja 2010.) bio je makedonski pjesnik, esejist, književni kritičar, povjesničar i publicist.
Završio je Filozofski fakultet na Sveučilištu Sv. Ćirila i Metod u Skoplju, gdje je i doktorirao. Radio je kao novinar Tanjuga i novina "Mlad borac" i "Studentski zbor". Bio je dugogodišnji profesor hrvatske i makedonske književnosti 19. stoljeća na Filološkom fakultetu u Skoplju.
Književnu aktivnost započeo je neposredno nakon Drugoga svjetskoga rata, i to u listovima „Nova Makedonija“, „Pionirski vjesnik“, „Novi dan“ i dr. Pretežno se bavio poezijom i prepjevima. Izdao je više zbirki poezije. Bavio se i kritikom i esejistikom. Bio je urednik književnih časopisa: „Idnina“, „Suvremenost“, „Kulturan život“, „Mlada literatura“, „Razgledi“ i dr.
Pisao je i filmske scenarije, a debitirao je s dokumentarnim filmom Proštevanje (1963.), kao ko-scenarist.
Bio je predsjednik Društva pisaca Makedonije (1969. — 1971. i 1985. — 1986.), predsejdnik savjeta Struških večeri poezije (1970 — 1971), odgovorni urednik časopisa „Mlada literatura“, veleposlanik Republike Makedonije u Rusiji. Bio je član MANU-a (Makedonska akademija znanosti i umjetnosti). Bio je i član DPP-a (Društvo pisaca Makedonije) od 1951. godine pa do smrti.